# Desa Karanganyar (administrativ by i Indonesien, Jawa Tengah, lat -7,00, long 109,18)
Desa Karanganyar är en administrativ by i Indonesien.   Den ligger i provinsen Jawa Tengah, i den västra delen av landet, 270 km öster om huvudstaden Jakarta. Desa Karanganyar ligger vid sjön Waduk Cacaban.